# Liste der Kulturdenkmäler in Hauenstein (Pfalz)
In der Liste der Kulturdenkmäler in Hauenstein sind alle Kulturdenkmäler der rheinland-pfälzischen Ortsgemeinde Hauenstein aufgeführt. Grundlage ist die Denkmalliste des Landes Rheinland-Pfalz (Stand: 31. August 2023).

## Denkmalzonen
| Bezeichnung                       | Lage                   | Baujahr | Beschreibung                                                                  | Bild                           |
| --------------------------------- | ---------------------- | ------- | ----------------------------------------------------------------------------- | ------------------------------ |
| Denkmalzone Burgruine Backelstein | südlich des Ortes Lage |         | Gründungsdatum- und Name unbekannt; vier Felstürme, Balken- und Pfostenlöcher | weitere Bilder Fotos hochladen |

## Einzeldenkmäler
| Bezeichnung                                    | Lage                                | Baujahr                            | Beschreibung | Bild                           |
| ---------------------------------------------- | ----------------------------------- | ---------------------------------- | --- | ------------------------------ |
| Wegekreuz                                      | Dahner Straße, vor Nr. 26 Lage      | 18. oder 19. Jahrhundert           | Wegekreuz, 18. oder 19. Jahrhundert (neuer Metallkorpus)                                                                                        | Fotos hochladen                |
| Eichendorffschule                              | Gartenstraße 5 Lage                 | 1902                               | ehemalige Eichendorffschule; Quadermauerwerk, bezeichnet 1902                                                                                   | Fotos hochladen                |
| Rathaus                                        | Hauptstraße 2 Lage                  | zweite Hälfte des 19. Jahrhunderts | ehemaliges Rathaus; spätklassizistischer Walmdachbau, zweite Hälfte des 19. Jahrhunderts                                                        | Fotos hochladen                |
| Alte katholische Pfarrkirche St. Bartholomäus  | Hauptstraße 7 Lage                  | 1787/88                            | Saalbau, 1787/88, Westturm 1826/27, romanischer Türsturz                                                                                        | weitere Bilder Fotos hochladen |
| Kirchhof mit Friedhofskreuz und Kriegerdenkmal | Hauptstraße, bei Nr. 7 Lage         | ab dem 18. Jahrhundert             | Kirchhofmauer mit klassizistischen Torpfeilern; Friedhofskreuz, bezeichnet 1903; Kriegerdenkmal 1914/18                                         | Fotos hochladen                |
| Wohnhaus                                       | Hauptstraße 18 Lage                 | 1741                               | eingeschossiges Fachwerkhaus, teilweise massiv, Krüppelwalmdach, bezeichnet 1741                                                                | Fotos hochladen                |
| Kapelle St. Katharina                          | Kapellenweg 11 Lage                 | 1512                               | Saalbau, 1512; Wegekreuz, 1820 | weitere Bilder Fotos hochladen |
| Hauensteiner Mühle                             | Landauer Straße ohne Nummer Lage    |                                    | Massivbau, Fachwerkgiebel, Mühlrad | Fotos hochladen                |
| Wegekreuz                                      | Ecke Landauer Straße/Schulrech Lage | 1846                               | Wegekreuz, bezeichnet 1846, ehemaliger Standort Landauer Straße, zwischen Nr. 65 und 69, 2018 restauriert und an den jetzigen Standort versetzt | Fotos hochladen                |
| Katholische Pfarrkirche Christkönig            | Marienstraße 12 Lage                | 1931–33                            | romanisierende dreischiffige Bruchsandstein-Basilika, 1931–33, Architekt Albert Boßlet, Würzburg                                                | weitere Bilder Fotos hochladen |
| Deutsches Schuhmuseum Hauenstein               | Turnstraße 5 Lage                   | um 1920/30                         | ehemalige Schuhfabrik; dreieinhalbgeschossiger Putzbau, klassische Moderne, um 1920/30                                                          | Fotos hochladen                |

## Ehemalige Kulturdenkmäler
| Bezeichnung | Lage               | Baujahr                     | Beschreibung | Bild            |
| ----------- | ------------------ | --------------------------- | --- | --------------- |
| Wohnhaus    | Marktplatz 29 Lage | Anfang des 18. Jahrhunderts | Fachwerkhaus, Anfang des 18. Jahrhunderts; abgerissen im März 2015, da eine Sanierung den fast vollständigen Verlust der originalen Bausubstanz zur Folge gehabt hätte | Fotos hochladen |